# Hart tegen hart
Hart tegen hart is een nummer van de Nederlandse band BLØF uit 2004. Het is de vierde en laatste single van hun zesde studioalbum Omarm. De single werd uitgebracht op 9 februari 2004.
Het nummer werd een klein hitje in Nederland. Het haalde de 32e positie in de Nederlandse Top 40.